# Кремлёвский парк (Великий Новгород)
Кремлёвский парк находится на Софийской стороне в историческом центре Великого Новгорода. С трёх сторон полукольцом огибает новгородский Детинец. С наружной стороны по периметру окружён улицами Розважа, Газон, Мерецкова-Волосова. С внутренней примыкает к оборонительному рву, пролегающему вдоль стен Детинца. Площадь парка — 25 га.

## История
Парк возник на месте Малого земляного города, который с трёх сторон опоясывал Детинец. В 1819 году земляные укрепления были срыты. В это же время появился план, согласно которому предполагалось засадить освободившееся пространство деревьями и создать таким образом Летний сад. План был выполнен наполовину — только в северной части. Южная была застроена домами.
Первоначально Кремлёвский парк назывался Летним садом. Его площадь составляла 22 га.
В 1885 году в Летнем Саду на территории «детской гимнастики» было построено деревянное здание городского театра. После 1917 года значительный участок вдоль улицы Газон отвели под устройство спортивного поля профсоюзов. Здания, построенные в южной части сада, сохранялись вплоть до Великой Отечественной войны. Во время оккупации Новгорода Летний сад был почти полностью уничтожен, причём не только по причине артобстрелов и бомбардировок. Немецкие войска провели в Новгороде три зимы и использовали городские деревья для отопления.
Современное название «Кремлёвский» парк получил в 1946 году. В первые послевоенные месяцы жителями города были проведены масштабные работы по очистке и восстановлению территории парка, посадке деревьев. На месте бывшего спортивного поля профсоюзов был выстроен городской стадион «Динамо» с деревянными трибунами. Позже этот участок был очищен от построек, засажен деревьями, и он также вошёл в парковую зону.

«Летний сад» конца XIX века
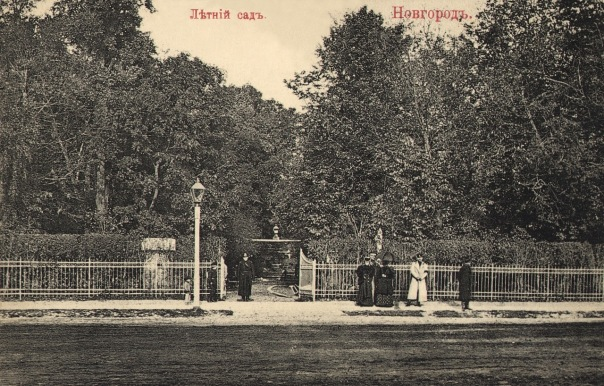
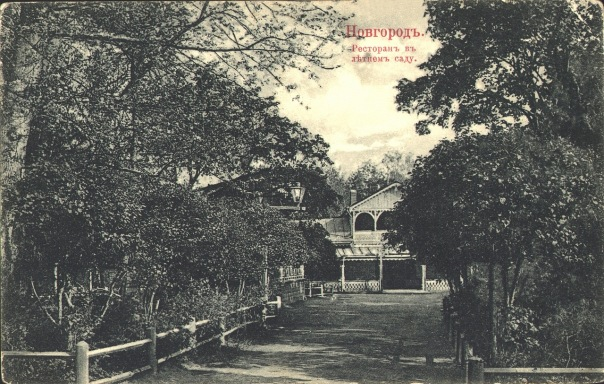
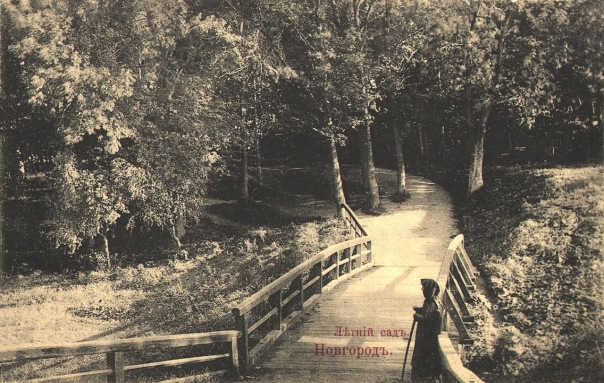
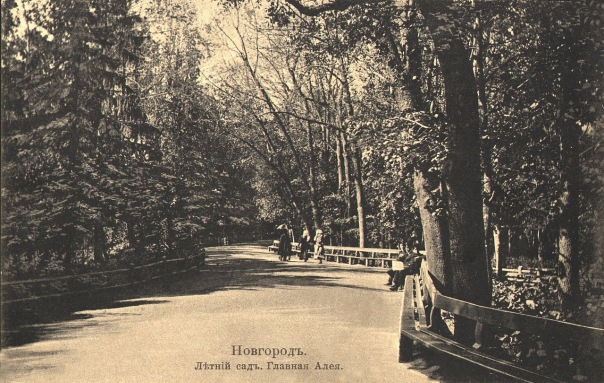

## Современность
Летний сад в прошлые времена и Кремлёвский парк сегодня — самое популярное место отдыха горожан. Здесь проводятся все массовые городские мероприятия. На территории парка расположены: Монумент Победы на Екатерининской горке, детский городок с аттракционами, «Красная изба», сувенирный городок, памятник В. И. Ленину, памятник композитору Сергею Рахманинову, Шахматный домик, фонтан «Садко», летняя эстрада, теннисные корты, два кафе и картодром на Весёлой горке. Кроме того, на территории современного парка находилось в прошлом восемь церквей, фундаменты которых сохранились до сегодняшнего дня.
В 2008—2009 году в связи с 1150-летием Великого Новгорода в самом парке и на его объектах были проведены обширные работы по благоустройству и реставрации.

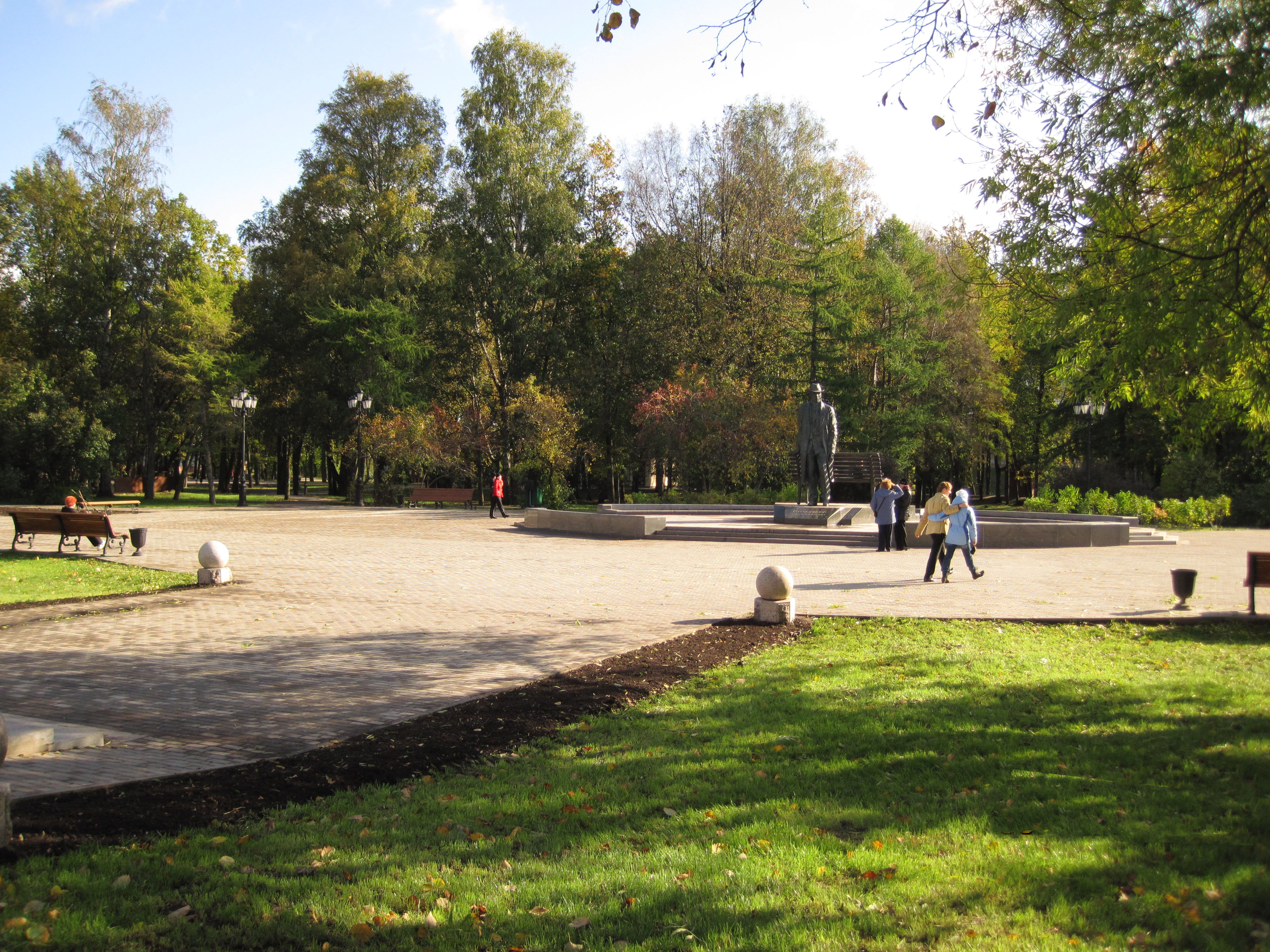
Памятник С.В. Рахманинову
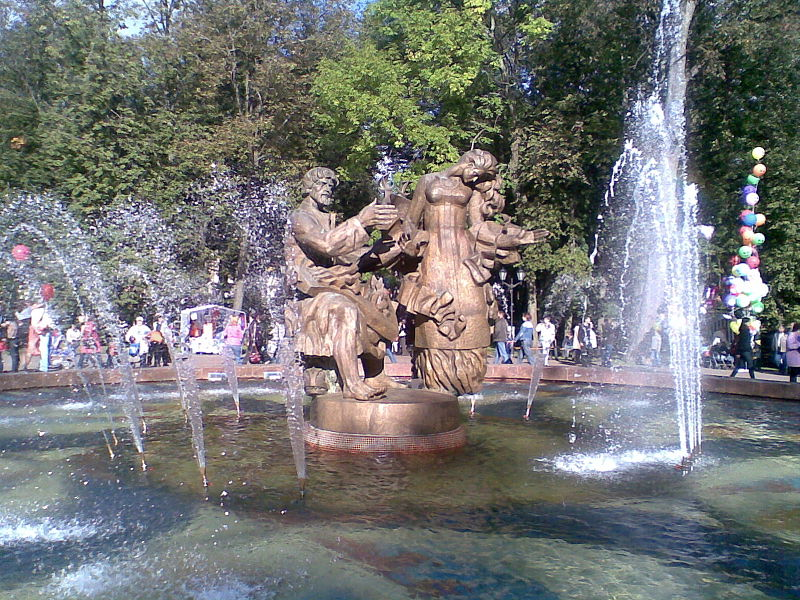
Фонтан «Садко»
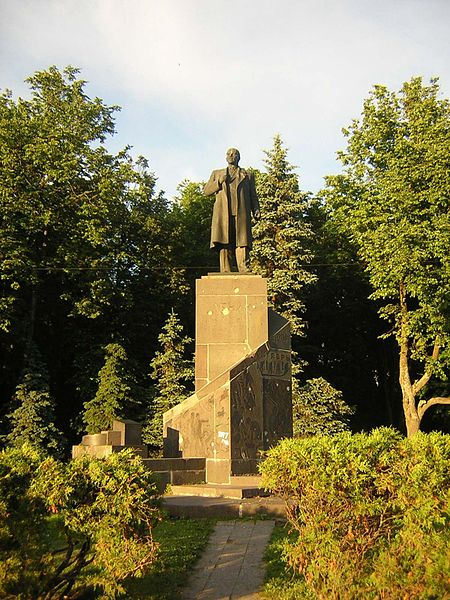
Памятник В.И. Ленину
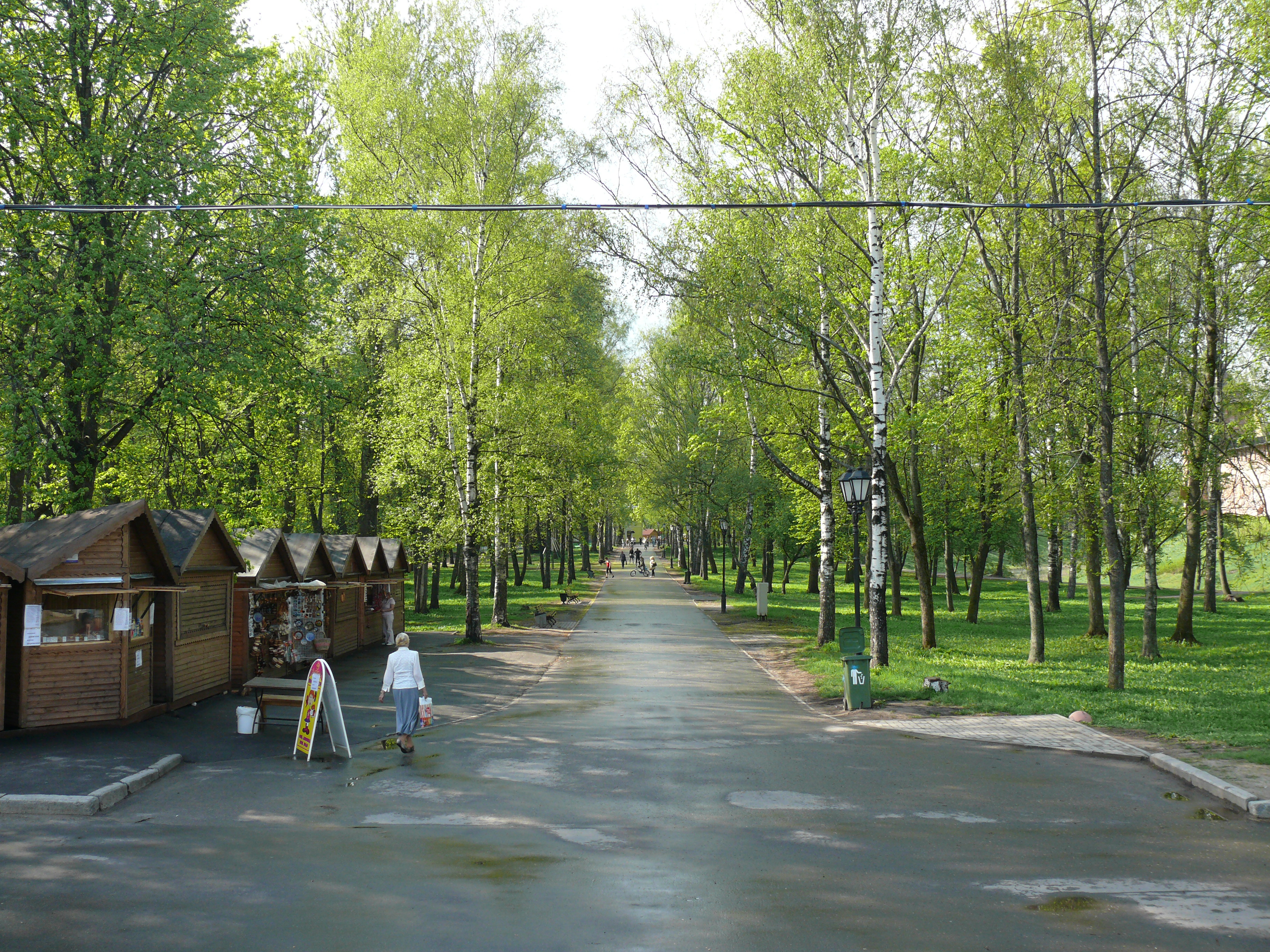
Аллея, ведущая от Екатерининской горки